# Vålerenga Fotball
Vålerengens Idrettsforening Fotball – norweski klub piłkarski z siedzibą w stolicy kraju Oslo, grający obecnie w Eliteserien.

## Sukcesy
- Eliteserien
  - mistrzostwo (5): 1965, 1981, 1983, 1984, 2005
  - wicemistrzostwo (3): 1948/1949, 2004, 2010
- Puchar Norwegii
  - zwycięstwo (4): 1980, 1997, 2002, 2008
  - finał (2): 1983, 1985

## Europejskie puchary
Legenda do wszystkich tabel:
- Q – runda eliminacyjna, 1/16, 1/8, 1/4, 1/2 – odpowiednia faza rozgrywek, Grupa – runda grupowa, 1r gr – pierwsza runda grupowa, 2r gr – druga runda grupowa, F – finał, R – runda, PO – play-off
- k. – rzuty karne, los. – losowanie, Dogr. – dogrywka, w. – zasada bramek strzelonych na wyjeździe

| Sezon   | Rozgrywki                 | Runda | Klub             | Dom | Wyjazd | Ogólnie     |
| ------- | ------------------------- | ----- | ---------------- | --- | ------ | ----------- |
| 1964/65 | Puchar Miast Targowych    | 1R    | Everton          | 2–5 | 2–4    | 4–9         |
| 1965/66 | Puchar Miast Targowych    | 2R    | Hearts           | 1–3 | 0–1    | 1–4         |
| 1966/67 | Puchar Europy             | 2R    | Linfield         | 1–4 | 1–1    | 2–5         |
| 1975/76 | Puchar UEFA               | 1R    | Athlone Town     | 1–1 | 1–3    | 2–4         |
| 1981/82 | Puchar Zdobywców Pucharów | 1R    | Legia Warszawa   | 2–2 | 1–4    | 3–6         |
| 1982/83 | Puchar Europy             | Q     | Dinamo Bukareszt | 2–1 | 1–3    | 3–4         |
| 1984/85 | Puchar Europy             | 1R    | Sparta Praga     | 3–3 | 0–2    | 3–5         |
| 1985/86 | Puchar Europy             | 1R    | Zenit Leningrad  | 0–2 | 0–2    | 0–4         |
| 1986/87 | Puchar UEFA               | 1R    | Beveren          | 0–0 | 0–1    | 0–1         |
| 1998/99 | Puchar Zdobywców Pucharów | 1R    | Rapid Bukareszt  | 0–0 | 2–2    | 2–2, w.     |
| 1998/99 | Puchar Zdobywców Pucharów | 2R    | Beşiktaş JK      | 1–0 | 3–3    | 4–3         |
| 1998/99 | Puchar Zdobywców Pucharów | 1/4   | Chelsea          | 2–3 | 0–3    | 2–6         |
| 1999    | Puchar Intertoto          | 1R    | Ventspils        | 1–0 | 0–2    | 1–2         |
| 2003/04 | Puchar UEFA               | 1R    | Grazer AK        | 0–0 | 1–1    | 1–1, w.     |
| 2003/04 | Puchar UEFA               | 2R    | Wisła Kraków     | 0–0 | 0–0    | 0–0, k: 4–3 |
| 2003/04 | Puchar UEFA               | 3R    | Newcastle United | 1–1 | 1–3    | 2–4         |
| 2005/06 | Liga Mistrzów             | 2Q    | Haka             | 1–0 | 4–1    | 5–1         |
| 2005/06 | Liga Mistrzów             | 3Q    | Club Brugge      | 1–0 | 0–1    | 1–1, k: 3–4 |
| 2005/06 | Puchar UEFA               | 1R    | Steaua Bukareszt | 0–3 | 1–3    | 1–6         |
| 2006/07 | Liga Mistrzów             | 2Q    | Mladá Boleslav   | 2–2 | 1–3    | 3–5         |
| 2007/08 | Puchar UEFA               | 1Q    | Flora Tallinn    | 1–0 | 1–0    | 2–0         |
| 2007/08 | Puchar UEFA               | 2Q    | Ekranas          | 6–0 | 1–1    | 7–1         |
| 2007/08 | Puchar UEFA               | 1R    | Austria Wiedeń   | 2–2 | 0–2    | 2–4         |
| 2009/10 | Liga Europy               | 3Q    | PAOK FC          | 1–2 | 1–0    | 2–2, w.     |
| 2011/12 | Liga Europy               | 2Q    | Mika Erywań      | 1–0 | 1–0    | 2–0         |
| 2011/12 | Liga Europy               | 3Q    | PAOK FC          | 0–2 | 0–3    | 0–5         |
| 2021/22 | Liga Konferencji Europy   | 2Q    | Gent             | 2–0 | 0–4    | 2–4         |

## Obecny skład
Stan na 6 grudnia 2020
| Nr | Poz. | Piłkarz                         |
| -- | ---- | ------------------------------- |
| 1  | BR   | Kjetil Haug                     |
| 2  | OB   | Christian Borchgrevink          |
| 3  | OB   | Johan Lædre Bjørdal             |
| 4  | OB   | Jonatan Tollås Nation (kapitan) |
| 5  | OB   | Felipe Carvalho                 |
| 6  | PO   | Herolind Shala                  |
| 7  | NA   | Henrik Bjørdal                  |
| 8  | PO   | Magnus Lekven                   |
| 9  | PO   | Aron Dønnum                     |
| 10 | NA   | Matthías Vilhjálmsson           |
| 11 | NA   | Bård Finne                      |
| 13 | BR   | Kristoffer Klaesson             |

| Nr | Poz. | Piłkarz               |
| -- | ---- | --------------------- |
| 14 | PO   | Fredrik Oldrup Jensen |
| 15 | PO   | Odin Thiago Holm      |
| 17 | NA   | Ousmane Camara        |
| 20 | NA   | Benjamin Stokke       |
| 22 | OB   | Ivan Näsberg          |
| 23 | PO   | Felix Myhre           |
| 24 | NA   | Viðar Örn Kjartansson |
| 25 | OB   | Sam Adekugbe          |
| 26 | NA   | Osame Sahraoui        |
| 29 | OB   | Oskar Opsahl          |
| 31 | OB   | Brage Skaret          |
| –  | PO   | Magnus Riisnaes       |

### Piłkarze na wypożyczeniu
| Nr | Poz. | Piłkarz                                                   |
| -- | ---- | --------------------------------------------------------- |
|    | PO   | Mohammed Abu (wypożyczony do D.C. United)                 |
|    | OB   | Amin Nouri (wypożyczony do Hamarkameratene)               |
|    | NA   | Fitim Azemi (wypożyczony do Tromsø IL)                    |
|    | PO   | Sakarias Opsahl (wypożyczony do Tromsø IL)                |
|    | NA   | Sander Haugaard Werni (wypożyczony do Ullensaker/Kisa IL) |
|    | OB   | Fredrik Holmé (wypożyczony do Ullensaker/Kisa IL)         |
|    | PO   | Brede Sandmoen (wypożyczony do Strømmen IF)               |